# Мусказон
Мусказон — токсичная психоактивная аминокислота, обнаруженная в красных мухоморах (Amanita muscaria), считается продуктом разрушения иботеновой кислоты под действием ультрафиолета, является изомером мускарина.
Мусказон содержится в плодовых телах в небольшом количестве и обладает существенно меньшей активностью по сравнению с иботеновой кислотой и мусцимолом. Вызывает потерю памяти и ориентации, а также расстройства зрения. Усиливает действие мусцимола. При длительном хранении высушенных плодовых тел гриба мусказон, наряду с мускарином и мусцимолом постепенно разрушается, и в экземплярах, хранившихся 7 лет, эти вещества уже не выявляются.